# Західний Булганак
За́хідний Булгана́к або Гарбій Булгана́к (крим. Ğarbiy Bulğanaq) — маловодна річка на заході Криму. Довжина 49 км. Постійних приток практично немає. Тимчасовими притоками є яри і балки, наповнюючиєся водою під час активного сніготанення і після сильних дощів.

## Опис
Починається в Холодній балці (Соух-Дере) на південь від села Ягмурча (Фонтани), де течія річки надійно перехоплена двома ставками. Течія відновлюється на захід від залізниці біля станції Чистенька.
Ділі річка протікає територією Сімферопольського і Бахчисарайського районів та впадає в Каламітську затоку на території села Замрук (Берегове).
Вода річки активно використовують у зрошенні. Нижче села Кольчугине (Булганак) і до гирла річка безводна практично протягом цілого року, оскільки вище за течією розтошовані загати, котрі збирають водний стік.
У долині річки біля села Пожарське (Булганак-Бадрак) є городище II століття до н. е. — III століття н. е., зване Булганацьким.